# Desastres em 1927
Nesta página encontrará referências aos desastres ocorridos durante o ano de 1927.

## Fevereiro
- 14 de fevereiro - terremoto na Iugoslávia deixa 700 mortos.

## Março
- 6 de Março - Na Grã-Bretanha, em torno de 1000 pessoas morrem por semana graças a uma epidemia de gripe.

## Setembro
- 14 de Setembro - terremoto subaquático no Japão, com mais de 100 mortos.
- 23 de Setembro - Naufraga o patacho “Terceirense” a cerca de 25 milhas da ilha Graciosa, Açores.